# Mogliano Rugby
El Mogliano Rugby es un club italiano de rugby de la localidad de Mogliano Veneto, fundado en 1956, que milita en la máxima competición italiana, el Top12.
El club fue fundado en 1956 y en sus comienzos era un equipo de rugby league, hasta que en 1969 se cambió al rugby union y comenzó desde la serie D. En la temporada 1982/83 ascendió por primera vez a la Liga Italiana de Rugby, la serie A. Compitió en la máxima categoría en las temporadas 1983/84 y 1984/85, año en el que descendió, y hasta la temporada 2009/10 el club no logró de nuevo el ascenso. 
Desde temporada 2010/11 Mogliano Rugby compite en el Top 10.

## Palmarés
- Liga Italiana de Rugby (1): 2012-13
- Copa Italiana de Rugby (1): 2023-24